# Mitchell-Alice Rivers National Park
Mitchell-Alice Rivers National Park är en park i Australien. Den ligger i delstaten Queensland, omkring 1 700 kilometer nordväst om delstatshuvudstaden Brisbane. Mitchell-Alice Rivers National Park ligger 22 meter över havet. Arean är 382 kvadratkilometer.
Trakten runt Mitchell-Alice Rivers National Park är nära nog obefolkad, med mindre än två invånare per kvadratkilometer..
Omgivningarna runt Mitchell-Alice Rivers National Park är huvudsakligen savann. Genomsnittlig årsnederbörd är 1 339 millimeter. Den regnigaste månaden är mars, med i genomsnitt 368 mm nederbörd, och den torraste är augusti, med 1 mm nederbörd.